# 新北市私立樹人高級家事商業職業學校
新北市私立樹人高級家事商業職業學校簡稱為樹人家商、樹人、樹商，位在台灣新北市樹林區樹林火車站附近。樹人家商前身為1953年於台北縣永和鎮創校的私立勵行中學，1970年遷移至樹林鎮，並於1972年5月改名為樹人高中，後於1988年改制為樹人家商，目前已有53年歷史，校地面積為1.3963公頃。過去日間部只收女學生，而夜間部加收男學生。日間部的商業經營科與資料處理科在100學年度（2011年）開始招收男學生，並於103學年度（2014年）商業經營科、資料處理科和觀光科招收男學生，而106學年度起餐飲科開始招收男生，107年度起全校男女兼收。

## 教學單位

### 日間部
- 商業經營科
- 電子商務科
- 資料處理科
- 餐飲管理科
- 觀光事業科
- 幼兒保育科
- 美容科
- 影劇科
- 資訊科（112年新增）

### 夜間部
- 餐飲管理科
- 美容科
- 資料處理科

## 外部連結
- 樹人家商網站 （页面存档备份，存于）